# Neusticomys monticolus
Neusticomys monticolus är en däggdjursart som beskrevs av Anthony 1921. Neusticomys monticolus ingår i släktet Neusticomys och familjen hamsterartade gnagare. IUCN kategoriserar arten globalt som livskraftig. Inga underarter finns listade i Catalogue of Life.

## Utseende
Denna gnagare blir 19 till 22 cm lång, inklusive en 8 till 11 cm lång svans. Vikten ligger vid 40 g och öronen är med en längd av 0,9 till 1,0 cm ganska stora. Den tjocka pälsen har på ovansidan en svartgrå färg medan undersidan är lite ljusare. Kännetecknande för arten är silvervita hår som täcker tårna på fram- och bakfötter. Mellan bakfotens tår förekommer simhud. Det finns inga yttre skillnader mellan hanar och honor förutom könsorganen.

## Utbredning och habitat
Neusticomys monticolus förekommer i Anderna och i angränsande bergstrakter i västra Colombia och norra Ecuador. Den vistas i regioner som ligger 1800 till 3750 meter över havet. Arten lever vid vattendrag i bergstrakter som är täckt av tropisk skog eller av annan växtlighet. Vattendragens grund består ofta av trädrötter, stenar med mossa eller fast sand. Gnagaren uppsöker även träskmarker med buskar omkring.

## Ekologi
Arten är aktiv mellan skymningen och gryningen. Individerna går på marken och simmar ofta i vattnet. De lever utanför parningstiden ensam. Födan utgörs huvudsakligen av insekter och andra ryggradslösa djur som hittas i vattnet eller på land. Vanliga byten är flugor, skalbaggar, nattfjärilar, kräftdjur, spindeldjur och vattenlevande maskar. Sällan äter Neusticomys monticolus växtdelar. En känd fiende som jagar denna gnagare är krabbätarräven.
Enligt uppskattningar sker fortplantningen vid slutet av den torra perioden eller i början av regntiden i maj och juni. Honan föder en eller två ungar per kull.